# Международная федерация борцов Сопротивления
Международная федерация борцов Сопротивления (фр. Fédération Internationale del Résistants; ФИР) — международное объединение национальных ассоциаций борцов Сопротивления, партизан, бывших узников фашистских и нацистских концлагерей, трудовых лагерей и лагерей смерти, интернированных, родственников погибших, всех участников борьбы против нацизма и фашизма.

## История
Создана 3 июля 1951 года в Вене.
В 1972 году в ФИР входили 55 организаций из Австрии, Албании, Бельгии, Болгарии, Венгрии, ГДР, Греции, Дании, Израиля, Испании, Италии, Люксембурга, Нидерландов, Норвегии, Польши, Румынии, СССР, Франции, ФРГ, Чехословакии и Западного Берлина (общая численность свыше 5 млн человек).
ФИР вела борьбу за мир, против возрождения фашизма во всех его формах, в защиту прав и интересов борцов Сопротивления.
Высший орган ФИР — конгресс (с июля 1951 по сентябрь 2008 года состоялось 14 конгрессов). На конгрессах избираются президент, вице-президенты, члены бюро и генерального совета. Исполнительный орган — секретариат. Штаб-квартира — в Вене. С 2004 года штаб-квартира федерации находится в Берлине. Президент МФБС на апрель 2025 - Вилмош Ханти (Сов.Россия, 26.04.2025).
В репортаже «Правды» о первой Встрече международных демократических организаций 7—8 мая 2015 года сообщалось, что МФБС имеет 50 отделений, работающих в 45 странах.

### Галерея

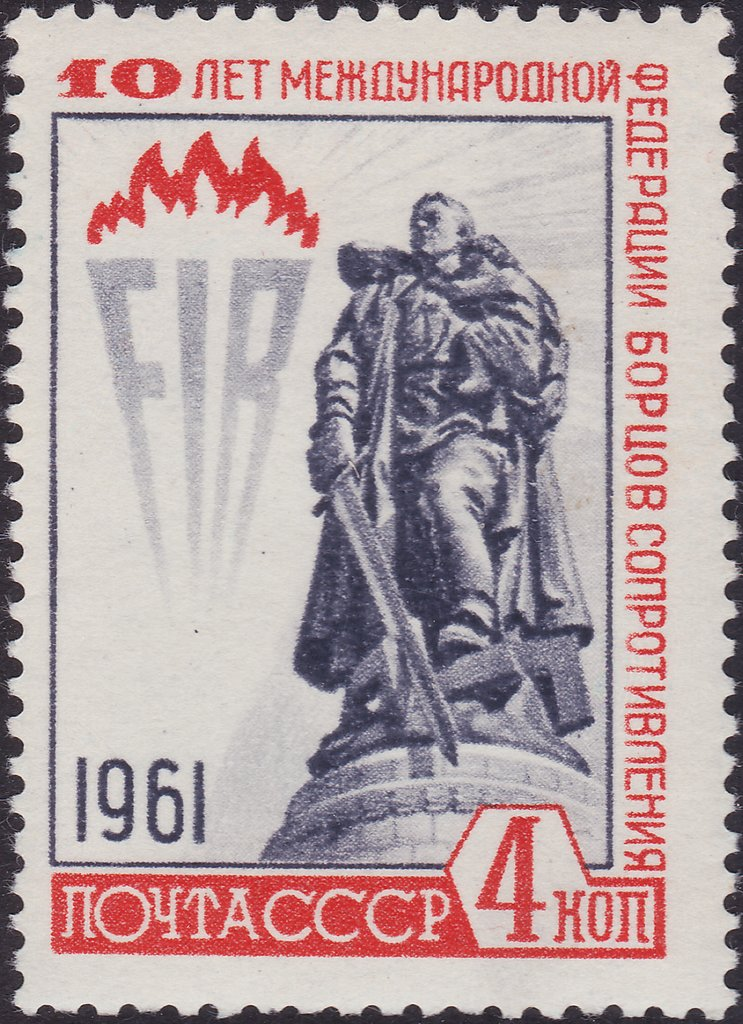
Почтовая марка СССР 1961 года
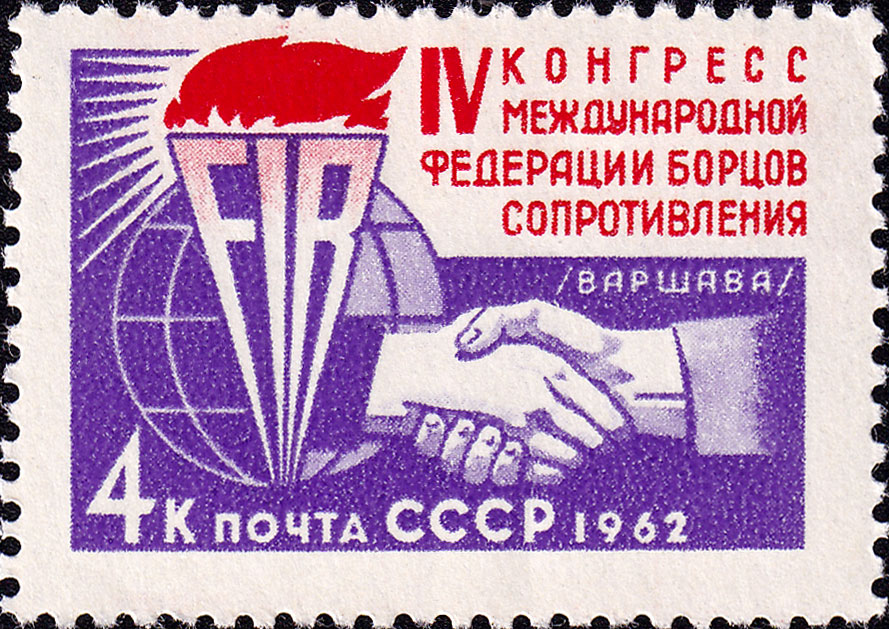
Почтовая марка СССР, посвященная IV конгрессу ФИР
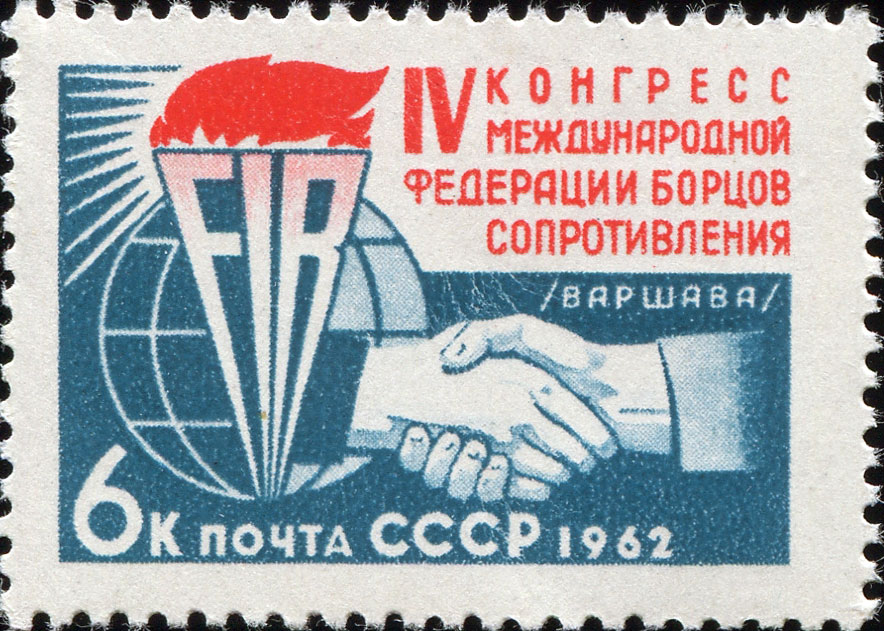
Почтовая марка СССР, посвященная IV конгрессу ФИР
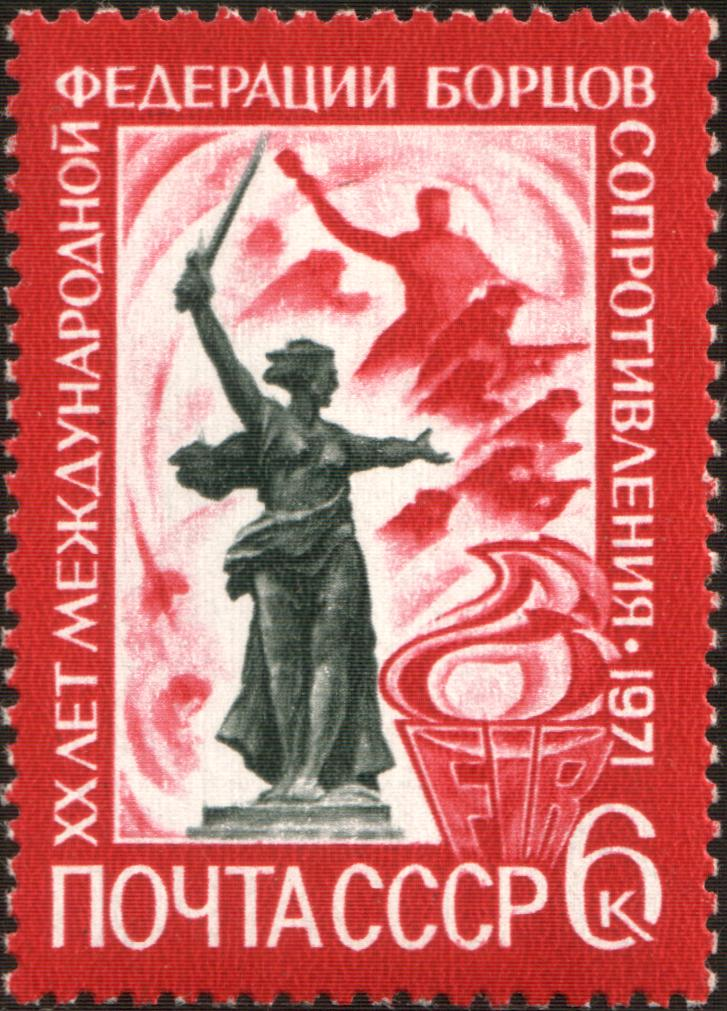
Почтовая марка СССР, посвященная 20-летию ФИР
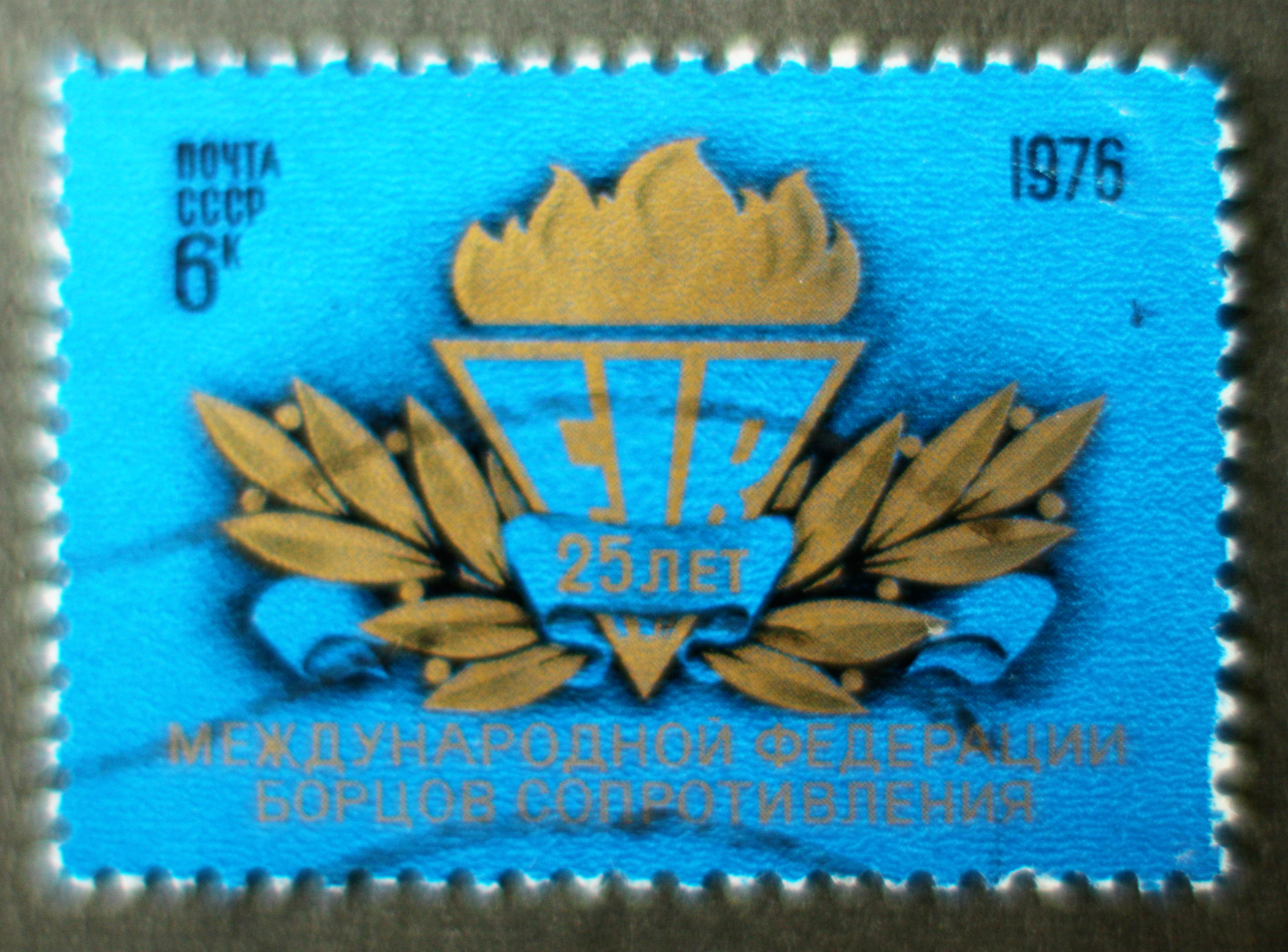
Почтовая марка СССР, посвященная 25-летию ФИР
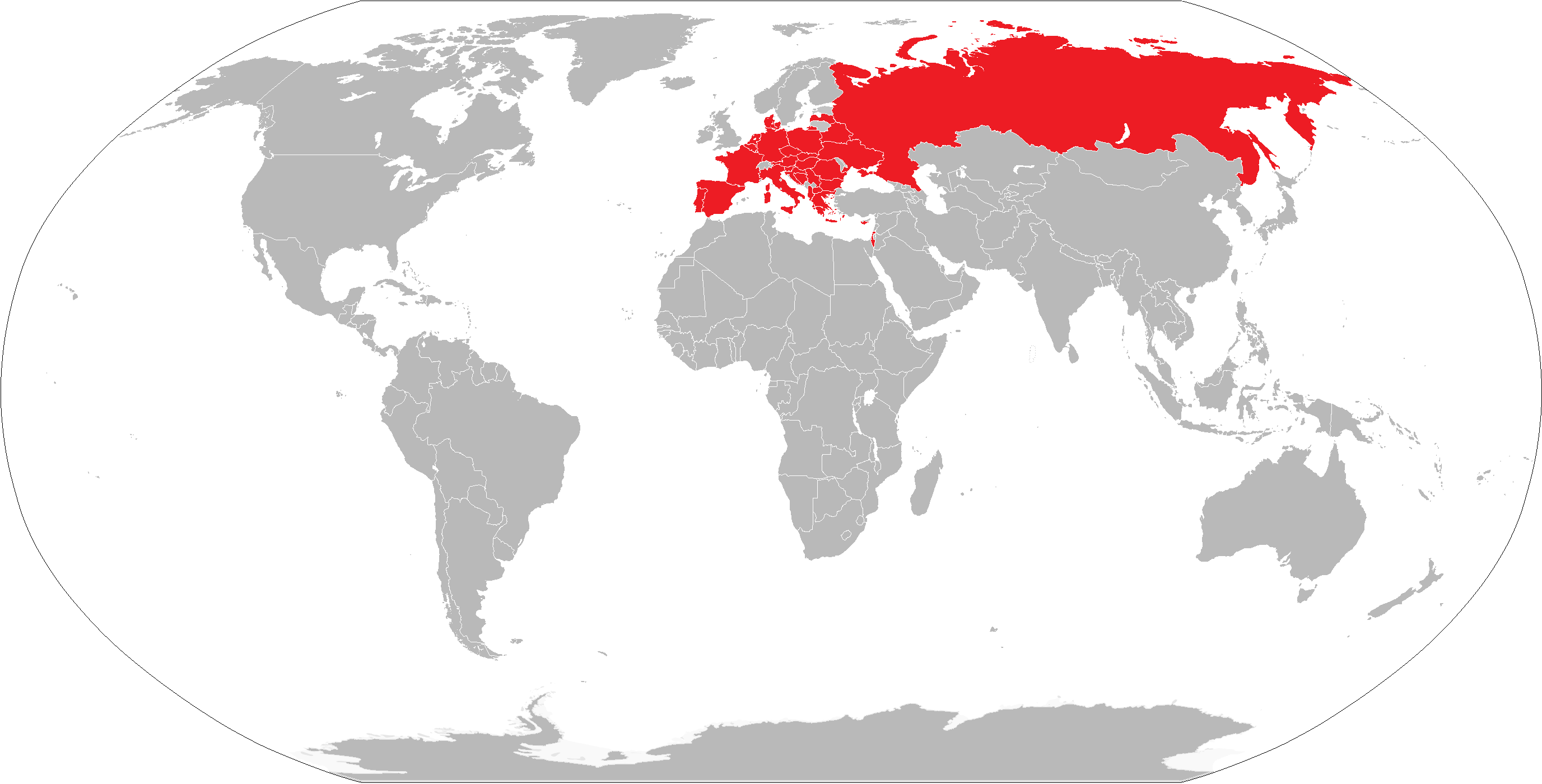
Страны, организации из которых входили в ФИР